# Live Oak (Caroline du Sud)
Pour les articles homonymes, voir Live Oak.
Live Oak est une census-designated place située dans le comté de Horry, dans l’État de Caroline du Sud, aux États-Unis. Lors du recensement de 2020, elle comptait 93 habitants.